# Kryzys kongijski (1960–1965)
Kryzys kongijski – wojna domowa toczącą się w Republice Konga (obecnie pod nazwą Demokratyczna Republika Konga), która wybuchła po uniezależnieniu się tego kraju od Belgii.

## Przebieg konfliktu
W chwili nadania niepodległości, 30 czerwca 1960 roku prezydentem Konga został Joseph Kasavubu, a premierem Patrice Lumumba.
Obydwaj politycy już w przeszłości rywalizowali ze sobą. Zwolennicy Lumumby doprowadzili do przeforsowania jego koncepcji centralistycznego państwa. Centralizm doprowadził od wybuchu konfliktu wewnętrznego – jeszcze w lipcu niepodległość ogłosiła Katanga, której lider Moïse Tshombe popierany był przez Belgię (która dążyła w ten sposób do osłabienia Lumumby i rozbicia wewnętrznego kraju). 
Premier, chcąc ustabilizować sytuację, zwrócił się o pomoc wojskową do ONZ. Pomoc była niewystarczająca, przez co rząd zwrócił się do Związku Radzieckiego. 
Niezadowolony z radzieckiej pomocy prezydent Kasavubu zdymisjonował Lumumbę we wrześniu. Akt prawny którym posłużyła się głowa państwa był wątpliwy, jeśli chodzi o legalność. Lumumba, ratując się, próbował obalić Kasavubu. Spór między przywódcami zakończył się 14 września, kiedy pułkownik Joseph Mobutu, poparty przez prezydenta, obalił premiera w wojskowym zamachu stanu.
Zwolennicy obalonego premiera skupili się w Kasai. W stolicy Kasai, Stanleyville proklamowali rząd Ludowej Republiki Konga (uznany przez blok wschodni i niektóre kraje kontynentu), głoszący hasła socjalistyczne. Lumumba, będący w drodze do Kasai, został schwytany przez wojska Tshombego i zabity w styczniu 1961 roku. W lutym 1961 roku Mobutu przekazał rzeczywistą władzę prezydentowi Kasavubu. Rząd Kasavubu doprowadził w 1962 roku do rozbicia rządu Ludowej Republiki Konga. Do 1963 roku, z pomocą ONZ, Belgii i Stanów Zjednoczonych, zlikwidował siły secesjonistów w Katandze. Dzięki działaniom militarnym i dyplomatycznym czasowo przywrócono jedność terytorialną.
W październiku 1963 roku lumumbiści powołali w Brazzaville Narodowy Komitet Wyzwolenia. Lumumbiści wykorzystali to, że w czerwcu 1964 roku siły ONZ wycofały się z kraju i wywołali antyrządowe powstanie. Wierne im oddziały przejęły kontrolę nad połową państwa. Na czele lewicowej rebelii stanął popierany przez Chiny Christopher Gbenye. Na wschodzie kraju z kolei działało zgrupowanie partyzanckie Laurenta-Désiré Kabili, którego wsparła setka kubańskich żołnierzy dowodzonych przez Che Guevarę.
W lipcu 1964 roku prezydent Kasavubu powołał na premiera Moïse Tshombego z Katangi. W efekcie ofensywy zorganizowanej przez najemników armii kongijskiej stłumiono rebelię. Tshombe został jednak zdymisjonowany przez prezydenta Kasavubu w atmosferze oskarżeń o fałszowanie wyborów. Kryzys zakończył Mobutu, który w listopadzie 1965 roku ponownie przeprowadził pucz, przejmując w kraju dyktatorskie rządy.